# Lindy Hop
Na música, o lindy-hop é uma dança do gênero swing-dancing que surgiu entre as décadas de 1920 e 1930, no bairro do Harlem na cidade estadunidense de Nova Iorque (estado de Nova Iorque), como uma mistura de outras danças (breakaway, charleston e, sapateado), dançado ao som principalmente de swing jazz das big bands.

## História
O início do século XX foi um tempo importante nos Estados Unidos, quando começaram a buscar uma identidade cultural própria. Um renascimento intelectual e cultural em várias artes centrado na sociedade afro-americana do bairo novaiorquino do Harlem. O que explodiu em uma grande diversidade cultural, que ocorre principalmente com a influência dos imigrantes. A criação do Jazz pelos negros origina muitos estilos musicais e formas variadas de dançar.
Na década de 1930 surgem os grupos musicais do tipo “big-band” (grupo instrumental jazzista de 1920), que logo fizeram grande sucesso, que foram acompanhadas pela "dança do balanço" (o swing dancing), criadas pela comunidade afro-norteamericana, como o charleston e o cakewalk, que são dançadas enquanto toca à música swing-jazz; estas são baseados na dança que os escravizados africanos nos Estados Unidos dançavam como forma de diversão.
Na década de 1920, a escola Savoy Ballroom no bairro do Harlem (New York City) foi fundamental na popularização dos estilos de dança do balanço, ocorrendo uma fusão de várias formas de dançar o jazz, nascendo assim o lindy-hop, que é chamado "o avô de todas as danças do balanço". Uma dança energética feita ao som da big-band, que algum tempo depois evoluiu para: jitterbug. western-swing, rock e, boogie-woogie. Considera-se que em 1928 os dançarinos George Snowden e Mattie Purnell inventaram este estilo de dança durante a maratona de dança na escola novaiorquina Rockland Palace Ballroom. Posteriormente Snowden chamou este novo estilo como lindy-hop, baseado em outro estilo de dança chamado "Lindbergh Hop", nome em homenagem ao aviador Charles Lindbergh.